# 626
Năm 626 là một năm trong lịch Julius. 

## Sự kiện
- Biến cố cửa Huyền Vũ ở kinh thành Trường An nhà Đường (Trung Quốc) khiến Đường Cao Tổ phải nhường ngôi cho Lý Thế Dân, tức là vua Đường Thái Tông.